# Pierre Albuisson
Pierre Albuisson, né le 26 septembre 1952 à Madagascar, est un dessinateur et graveur de timbres-poste français.
Il a également illustré des textes de Roger Caillois et de Marguerite Yourcenar.

## Biographie
Diplômé de l'école des beaux-arts de Mâcon au début des années 1970, il est un graveur titré meilleur ouvrier de France en gravure au burin sur cuivre et acier pour l'impression en 1979 et 1986, selon les techniques employées (burin et eau-forte).
Il a illustré des romans avant de graver des timbres-poste à partir des années 1980. Sa première figurine est émise par le Mali en 1981. Son premier timbre pour la France métropolitaine date de 1984.
En février 2005 il crée et préside l'Association Art du timbre gravé dont le but est de promouvoir l'usage de la taille-douce dans la réalisation des timbres-poste, association dont le siège actuel se situe au Musée de La Poste à Paris.

## Œuvres

### Timbres de France
- « Le Palais idéal du facteur Cheval », 2 juillet 1984
- « Montpellier » (cathédrale Saint-Pierre et faculté de Médecine), 1er avril 1985
- « Roche de Solutré », dessin de Gérard Diaz, 30 septembre 1985 ;
- « Bicentenaire de la première ascension du Mont Blanc », 11 août 1986
- « Henri Alain-Fournier - Le Grand Meaulnes », dessin de B. Mahn, 6 octobre 1986
- « Henri Pourrat - Gaspard des montagnes », 11 mai 1987
- « 1918-1998 : Armistice du 11 novembre », dessin de Michel Durand-Mégret, 12 septembre 1988
- « Forêt de Fontainebleau », 22 mai 1989
- « Villefranche-sur-Saône - Congrès de la Fédération des sociétés philatéliques françaises », 5 juin 1990
- « Cluny » (abbaye), 25 juin 1990
- « Personnages célèbres », portraits de poètes par des peintres célèbres, 25 février 1991 :
  - « René Char » par Valentine Hugo
  - « Paul Éluard » par Picasso
  - « Francis Ponge » par Stella Mertens
  - « Jacques Prévert » par Picasso
- « Nature de France : fleurs des étangs et des marais » (lys de mer, nénuphar jaune, orchis des marais, rossolis), 14 septembre 1992
- « Cathédrale du Mans : légende de saint Étienne », vitrail du XIIe siècle, 14 février 1994
- « Bastia » (l'église Saint-Jean-Baptiste), dessin de J. Combet, 21 février 1994
- « Nicolas Poussin 1594-1665 : Moïse et les filles de Jethro », 12 septembre 1994
- « Pont de Normandie », dessin de Jean-Paul Véret-Lemarinier, 23 janvier 1995
- « Jean Giono 1895-1970 », dessin d'Olivier-Laurent Girard, 27 mars 1995
- « Pierre Prud'hon 1758-1823 : Étude pour le rêve du bonheur », 15 mai 1995
- « Trésor de Neuvy-en-Sullias - Loiret : bronze gallo-romain », sculpture d'un cheval, 10 juin 1996
- « Sablé-sur-Sarthe », 22 septembre 1997
- « Abbaye de Cîteaux 1098-1998 », 16 mars 1998
- « Eugène Delacroix 1798-1863, Entrée des Croisés à Constantinople », extrait d'une peinture mise en page par Aurélie Baras, 27 avril 1998
- « Stéphane Mallarmé 1842-1898 », dessin de Jean-Paul Véret-Lemarinier, 7 septembre 1998
- « Frédéric Chopin 1810-1948 », dessin de Andrzej Heidrich, 18 octobre 1999
- « Henri Louis Duhamel du Monceau 1700-1782 », dessin de Jean-Paul Véret-Lemarinier, 15 mai 2000
- « Nevers - 73e congrès de la Fédération française des associations philatéliques », 22 mai 2000
- « Besançon », dessin de Jean-Paul Cousin, 7 mai 2001
- « Jean Vilar 1912-1971 », dessin de Marc Taraskoff, 8 juin 2001
- « Notre-Dame de la Salette », 19 août 2002
- « Georges Perec 1936-1982 », dessin de Marc Taraskoff, 23 septembre 2002
- « Mulhouse - 76e Congrès de la Fédération française des associations philatéliques », 13 octobre 2003
- « George Sand 1804-1867 », 22 mars 2004
- « Nancy 2005 », 9 mai 2005
- « Antibes Juan-les-Pins - Alpes-Maritimes », 17 juillet 2006 (grand prix de l'Art philatélique français 2006)
- « Alain Poher 1909-1996 », dessin de Marc Taraskoff, 4 décembre 2006
- « Valenciennes - Nord », la fontaine Watteau, 5 février 2007
- « Autun - Saône-et-Loire », la ville, le Temple de Janus et deux sculptures, Timbres de France 2011 - 14 mai 2011

### Timbre du Mali
- « Pierre Curie 1859-1906 - Découverte de la radioactivité », 1981.

### Timbres de Monaco
- « Bicentenaire de la création de Don Giovanni » de Mozart et « 150e anniversaire de la Grande Messe des morts » d'Hector Berlioz, dessinés par Pierrette Lambert, 16 novembre 1987. La dessinatrice a reçu le trophée du Philatelic Music Circle du meilleur timbre de l'année dans la thématique musicale.
- série de sainte Dévote 2003, dessinée par Cyril de La Patellière.
- « Musée des timbres et des monnaies 1996-2006 », dessin de Thierry Mordant, 30 janvier 2006 ;
- « John Huston 1906-1987 », 27 mai 2006. Le portrait voisine avec une scène du film Les Désaxés.
- « Henri Dunant », dessin de Cyril de La Patellière, 2013.
- « Wolfgang Amadeus Mozart 1756-1791 », 17 juin 2006. Le timbre se compose du portrait du compositeur enfant et de deux scènes inspirées de la Flûte enchantée.
- « Giuseppe Garibaldi 1807-1882 », dessiné par Irio Ottavio Fantini, 16 mars 2007.
- Nicolas Appert 1810, 2010.
- Avènement du prince Honoré V en 1819, dessiné par Cyril de La Patellière
- Fédor Chaliapine, dessiné par Cyril de La Patellière.

### Timbres de Nouvelle-Calédonie
- « 1926 : arrivée des colons nordistes », 24 mai 2006.

### Timbres de Polynésie française
- « Gauguin » (130 XPF), 8 novembre 2006.

### Timbres de Saint-Pierre-et-Miquelon
- « Albert Pen 1935-2003 », peinture de Patrick Derible, 1er mars 2006.
- « Orchidées : spiranthe de Romanzoff », dans le cadre d'une bande de quatre, 6 septembre 2006.
- « Sœur Hilarion », peinture de Patrick Derible, 10 janvier 2007.

### Timbres des Terres australes et antarctiques françaises
- « Cap Horn » (navire de pêche), 1er janvier 2005 ;
- « Découverte de la Terre Adélie », feuillet du carnet de voyage n°4, 6 août 2005 ;
- « Dauphin crucigère », 1er janvier 2006 ;
- « Tonkinois », navire, 1er janvier 2007.

### Timbres de Wallis-et-Futuna
- « Lolesio Tuita », 30 juillet 2007.
- « Wallis et Futuna autrefois », un des deux timbres, 31 juillet 2007.

### Autres documents philatéliques
- 44e bloc CNEP, Salon philatélique d'automne de Paris, 2005.

### Illustration d'œuvres littéraires
- Roger Caillois, Trois Leçons des ténèbres, Fata Morgana, 1978 ; rééd. 1989
- Marguerite Yourcenar, Écrit dans un jardin, Fata Morgana, 1992

### Filmographie
- « Pierre Albuisson. Une journée dans l'atelier du maître graveur », film inclus dans le double-DVD Des courriers très spéciaux, réalisé par Gauthier Toulemonde, éd. Timbropresse-Place de la Toile, 2006. Albuisson y présente son cadre de vie, son atelier (outils, presse pour les essais d'impression) et ses créations.